# Cristina Casandra

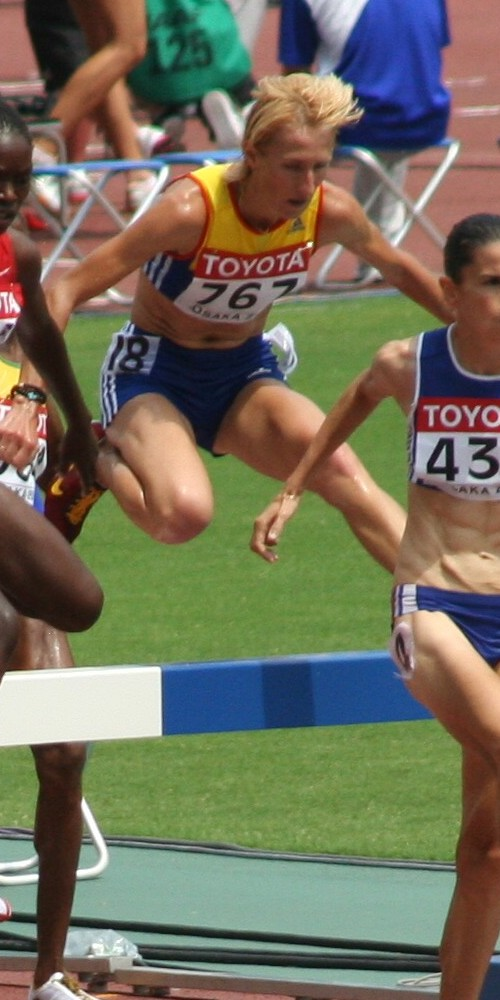
Cristina Casandra

Cristina Casandra, geb. Iloc (* 1. Februar 1977 in Zalău, Kreis Sălaj), ist eine ehemalige rumänische Leichtathletin, die sich auf den Hindernislauf spezialisiert hatte.

## Karriere
Die damals dreizehnjährige Cristina Iloc begann mit der Leichtathletik in ihrer Heimatstadt Zalău. Von 1990 bis 1995 trainierte sie bei CCȘ Zalău und anschließend bis Herbst 1998 unter Teodor Bidean bei Armătura Zalău. Seit dem Herbst 1998 startet sie für den CSM Suceava und war 2004 und 2005 kurzzeitig zusätzlich für Steaua Bukarest aktiv.
Ihr erster internationaler Erfolg war der Gewinn der Bronzemedaille im 5000-Meter-Lauf bei den Leichtathletik-Juniorenweltmeisterschaften 1996 in Peking. Ebenfalls den dritten Platz über diese Distanz belegte sie 1999 bei der Universiade in Palma de Mallorca. Bei den Studentenweltmeisterschaften 2000 in Jena wurde sie Dritte im Crosslauf.
Danach konzentrierte sie sich auf den Hindernislauf. Der Durchbruch in der damals für Frauen noch jungen Disziplin gelang ihr am 7. August 2000, als sie in Bukarest mit einer Zeit von 9:43,64 min einen Weltrekord im Hindernislauf aufstellte und die alte Marke der Russin Jelena Motalowa um über fünf Sekunden unterbot. Nur etwa drei Wochen später verbesserte Casandra in Reims ihren eigenen Weltrekord auf 9:40,20 min. Knapp ein Jahr später verlor sie ihren Rekord an die Polin Justyna Bąk.
Bei der Universiade 2003 in Daegu gewann Casandra eine weitere Bronzemedaille im 5000-Meter-Lauf. Im Hindernislauf belegte sie bei den Leichtathletik-Weltmeisterschaften 2005 in Helsinki den siebten und bei den Leichtathletik-Europameisterschaften 2006 in Göteborg den zehnten Platz. Bei den Leichtathletik-Weltmeisterschaften 2007 in Osaka wurde sie Sechste sowie im selben Jahr beim Leichtathletik-Weltfinale in Stuttgart Dritte. 2008 in Peking nahm Casandra erstmals an Olympischen Spielen teil. Dort konnte sie mit 9:16,85 min ihre persönliche Bestzeit aufstellen und belegte damit den fünften Platz im Hindernislauf, der später nach der Dopingsperre einer russischen Sportlerin auf den vierten Platz korrigiert wurde. Bei den Leichtathletik-Weltmeisterschaften 2009 in Berlin schied sie hingegen bereits im Vorlauf aus.
Casandra ist dreifache rumänische Meisterin im Hindernislauf (2003, 2007 und 2009). 2008 wurde sie Vizemeisterin hinter Ancuța Bobocel.
Cristina Casandra ist 1,70 m groß und hatte ein Wettkampfgewicht von 54 kg. Sie ist mit dem Geher Silviu Casandra (* 20. Oktober 1975 in Iași) verheiratet, der sie seit 1999 auch trainierte.